# 文扎尔·厄恩·基亚尔坦松
文扎尔·厄恩·基亚尔坦松（Viðar Örn Kjartansson，1990年3月11日—），是一名冰岛职业足球运动员，司职前锋。现在效力于挪威足球超級聯賽球队華拉倫加。作为冰岛人，基亚尔坦松是来自他父亲的名字基亚尔坦，在中国他被称为卡尔坦森。

## 俱乐部生涯
2006年，16岁的文扎尔在征战冰岛乙级联赛（第三球队）的家乡球队塞尔福斯开始足球生涯。2009年，他加盟冰岛足球超级联赛球队ÍBV，但未能站稳脚跟，2010年又回到已经升级到冰岛超级联赛的塞尔福斯。2013年，他加盟冰岛超级联赛球队菲爾基爾，并在2013赛季联赛出场22次，射进13球。2013年12月，文扎尔转会到挪威足球超级联赛球队瓦勒伦加。他在2014赛季射进25个联赛进球，是挪威超级联赛的最佳射手。2015年1月22日，中国足球超级联赛球队江苏国信舜天宣布签入文扎尔。3月7日，他在中超首秀中射进加盟球队首球，但江苏舜天最终1比2不敌上海上港。2016年2月27日，他加盟瑞典足球超级联赛的球队马尔默。